# Przemysław Bystrzycki
Przemysław Michał Bystrzycki, ps. Grzbiet, Kreda, także jako Michał Żaczek (ur. 23 maja 1923 w Przemyślu, zm. 6 lub 7 października 2004 w Poznaniu) – polski pisarz, dziennikarz, podporucznik Wojska Polskiego, cichociemny.

## Życiorys

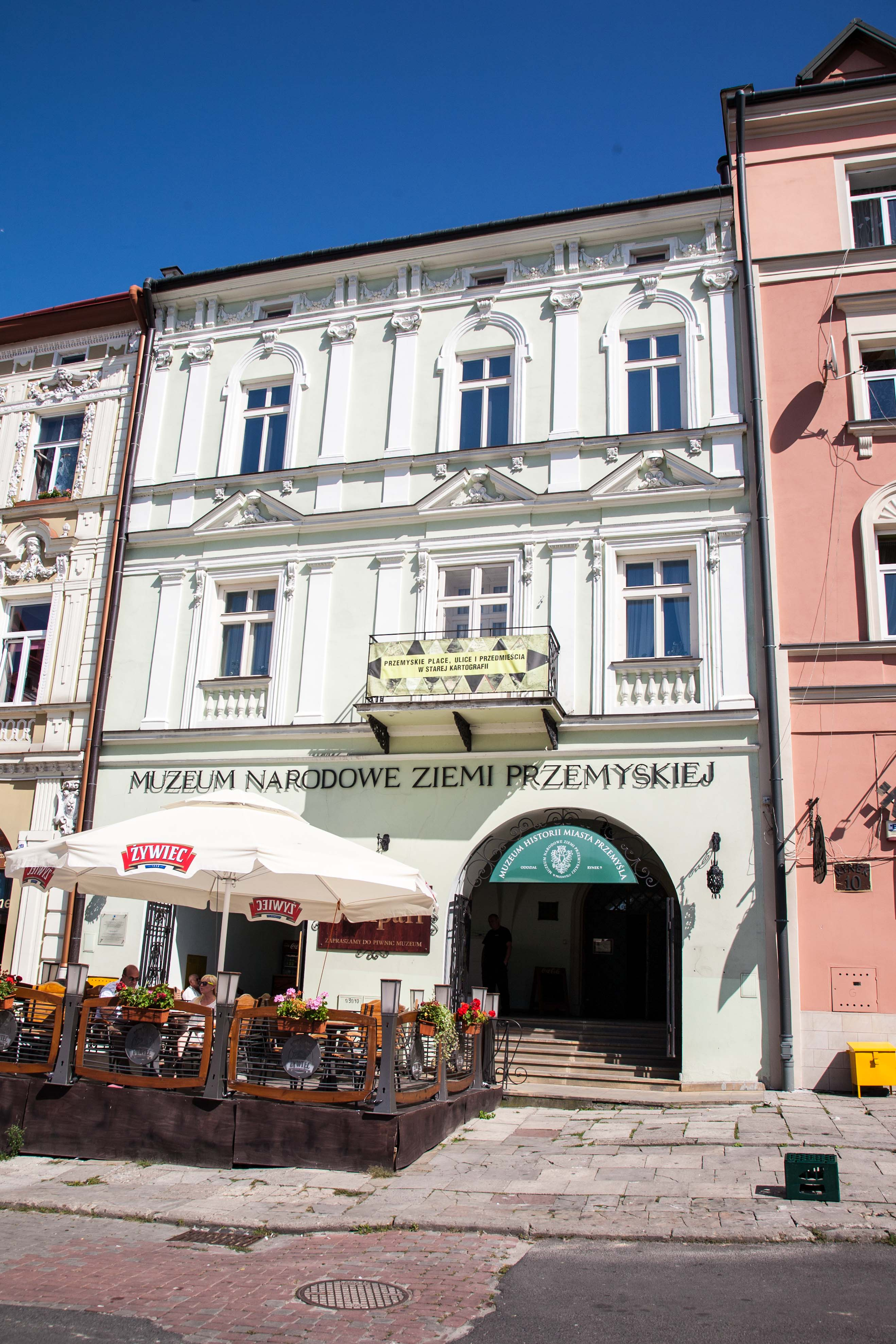
Kamienica przy ulicy Rynek 9 w Przemyślu

Urodził się w cenionej rodzinie przemyskiej. Dziadek Przemysława Bystrzyckiego, Michał (1864–1957) był przemysłowcem, właścicielem tartaku. Jego rodzicami byli Tadeusz (1899–1940, inżynier architekt) i Helena, z domu Stankiewicz (członkini POW). Zarówno ojciec, jak i dziadek pełnili funkcję burmistrza Przemyśla. Przemysław Bystrzycki miał trzy siostry, w tym Zofię, późniejszą powieściopisarką. Rodzina posiadała dwie kamienice w Przemyślu, pierwsza pod adresem Rynek 9 została nabyta przez Michała od Żydów i przekazana Tadeuszowi jako prezent ślubny, druga pod adresem Serbańska 7 wybudowana przez Tadeusza i przylegająca do pierwszej, mieściła Książnicę Naukową (wydawnictwo i księgarnię), których był właścicielem.
Przemysław Bystrzycki wychowywał się w Przemyślu. W 1936 ukończył w rodzinnym mieście sześcioklasową szkołę podstawową, a w 1939 trzecią klasę tamtejszego Państwowego Gimnazjum im. Kazimierza Morawskiego. W trakcie II wojny światowej, podczas okupacji sowieckiej, 12 kwietnia 1940, dwa dni po aresztowaniu przez NKWD ojca, wiceprezydenta Przemyśla (późniejszej ofiary zbrodni katyńskiej, zamordowanego w Kijowie), został wywieziony wraz z rodziną (matką, babką i trzema siostrami) w głąb ZSRR do Kazachstanu, gdzie pracował w kołchozie (obwód kustanajski, rejon ubogański, sielsowiet szuwałowski, osiedle Paniewka), a następnie w sowchozie (rejon karasuski, sielsowiet kuszmuruński). Z wycieńczenia zmarły tam jego babka i matka. 1 maja 1941 Przemysław Bystrzycki podjął ucieczkę wraz z Edmundem Wassermanem – przebył przez step 3 000 km. W ciągu 14 dni przeszedł przez Kustanaj, Ufę, Kujbyszew, Penzę, Woroneż i dotarł do Charkowa, gdzie został zatrzymany i aresztowany, a następnie w Karasie skazany na 10 lat łagru. 12 września 1941 na mocy układu Sikorski–Majski zwolniony z więzienia w Kustanaju.
21 listopada 1941 zgłosił się do formującej się tam Armii Polskiej na Wschodzie. 23 listopada 1941 w Tockoje został przydzielony do Samodzielnego Batalionu Dzieci Lwowskiej 6 Lwowskiej Dywizji Piechoty. 13 stycznia 1942 został ewakuowany, drogą przez Persję, a następnie przez Egipt do Palestyny, gdzie skierowano go do 2 kompanii Szkoły Podchorążych 8 DP, skąd oddelegowano go do Wielkiej Brytanii, gdzie w sierpniu 1942 trafił drogą morską przez Afrykę Południową.
W Dunalastair House w Szkocji zdał maturę. Ukończył kursy w łączności radiowej i szybkiej radiotelegrafii i pracował jako radiotelegrafista w sieci krajowej. Po specjalnym szkoleniu (formacja „cichociemnych”) został zrzucony jako skoczek spadochronowy w nocy z 22 na 23 listopada 1944 na teren okupowanej Polski, na Podhale. W tym czasie został awansowany do stopnia podporucznika ze starszeństwem z dniem 1 grudnia 1944. Był oficerem – dowódcą tajnej radiostacji 1 pułku strzelców podhalańskich Armii Krajowej, działającej do sierpnia 1945. Po wojnie pozostał w podziemiu, ale po zdradzie, wraz ze swoim dowódcą został aresztowany 23 sierpnia 1945 w Krakowie przez Urząd Bezpieczeństwa. 31 grudnia 1945 został skazany na 6 lat więzienia. Na mocy amnestii karę zmniejszono do 1 roku, zaliczono okres aresztowania, wskutek czego został zwolniony 23 sierpnia 1946.
Przeniósł się do Poznania. Zdał maturę w liceum dla dorosłych w lipcu 1947. Od 1947 studiował na Wydziale Socjologii i Ekonomii Uniwersytetu im. Adama Mickiewicza w Poznaniu, kończąc studia ekonomiczne w 1951 i socjologiczne w 1952. Równolegle odbył studia w zakresie języków obcych na Uniwersytecie w Perugii we Włoszech.
Należał do redakcji pisma Poznań – dzieje, ludzie, kultura, a także miesięcznika Nurt. W latach 1956–1957 należał do kolegium redakcji pisma kulturalno-społecznego ukazującego się w Szczecinie „Ziemia i Morze". W latach 1959–62 współpracował z tygodnikiem londyńskim „Oblicze Tygodnia”. Należał do współzałożycieli poznańskiego miesięcznika literackiego „Nurt”, w którym w latach 1965–68 pełnił funkcję kierownika literackiego. Od 1968 był redaktorem naczelnym miesięcznika „Ceramika Budowlana”. Przez wiele lat pełnił funkcję wiceprezesa Poznańskiego Oddziału Związku Literatów Polskich i zastępcy członka Zarządu Głównego ZLP (członkiem ZLP był do 1983). W 1967 został członkiem polskiego PEN Clubu oraz Towarzystwa Literackiego im. A. Mickiewicza, w 1973 Towarzystwa Nauk w Przemyślu, w 1974 Towarzystwa Przyjaciół Przemyśla i Regionu, w 1986 Stowarzyszenia Wisła-Odra. Uczestniczył w działalności Komisji Historycznej do Spraw Cichociemnych, był współorganizatorem I Krajowego Zjazdu Cichociemnych w Poznaniu w 1957. Był także autorem wydanego w 1983 „Znaku cichociemnych” – pierwszej pracy poświęconej legendarnym żołnierzom AK, „cichociemnym”. Od 1989 był członkiem władz naczelnych Światowego Związku Żołnierzy Armii Krajowej.
W ostatnich latach życia pełnił funkcję wiceprezesa Towarzystwa Przyjaciół Biblioteki Raczyńskich. W jej sprawie oraz śledztwa dotyczącego zbrodni katyńskiej interweniował w ostatnich latach życia. W latach powojennych nie przyjmował awansów oficerskich.
Pochowany na cmentarzu Zasłużonych Wielkopolan w Poznaniu.
Jego żoną była od 1950 Janina Tarłowska (ur. 1920). Mieli trzy córki. Zofię (ur. 1951), Elżbietę (ur. 1953, po mężu Wesołowska, profesor UAM), Barbara (ur. 1955, po mężu Jęcz).

## Upamiętnienie
W 1953 Zofia, Wieńczysława, Dobromiła i Przemysław Bystrzyccy przekazali kamienice należące do rodziny na rzecz Skarbu Państwa. W 1997 stały się własnością Muzeum Narodowego Ziemi Przemyskiej, które mieści się w nich od 2005. 14 maja 2010 w jego siedzibie została odsłonięta tablica pamiątkowa poświęcona rodzinie Bystrzyckich.
Powstała książka biograficzna pt. „Taśma życia Przemysława Bystrzyckiego” autorstwa Eugenii R. Dabertowej.
Plac w Poznaniu na Strzeszynie nosi imię Przemysława Bystrzyckiego.

## Książki
- 1957 – Warkocze
- 1960 – Śmierć nad Afgar-Wadi, Operacja Milczący Most
- 1963 – Szkockie pożegnania
- 1963 – Wyspa Mauritius
- 1964 – Wronie uroczysko
- 1966 – Strumień
- 1974 – Wyspa wniebowstąpienia
- 1976 – Nessie i inne opowiadania
- 1977 – Włoskie kartki
- 1982 – Płynie rzeka, płynie...[12]
- 1983 – Kamienne lwy (Wydawnictwo Pojezierze)[13]
- 1983 – Znak cichociemnych[14], Ponar i inne opowiadania
- 1990 – Wiatr Kuszmurunu[15]
- 1992 – Książę[16]
- 1995 – Szabasy z Brandstaetterem[17]
- 1997 – Nad Sanem, nad zielonookim[18]
- 1999 – Oddanie broni[19]
- 2003 – Jabłko Sodomy[20]
- 2005 – Nocny kajak[21]
- 2009 – Echa Kandałakszy[22]
- 2023 – Labirynt. Elegia żałobna[23]

## Odznaczenia i wyróżnienia[24]
Odznaczenia
- Krzyż Srebrny Orderu Virtuti Militari[25] (1944)
- Krzyż Walecznych
- Krzyż Partyzancki
- Srebrny Krzyż Zasługi z Mieczami
- Krzyż Czynu Bojowego Polskich Sił Zbrojnych na Zachodzie
- Srebrny Krzyż Zasługi
- Medal Zwycięstwa i Wolności 1945

Honorowe obywatelstwa
- Honorowe Obywatelstwo Miasta Poznania (2003)[26]
- Honorowe Obywatelstwo Miasta Przemyśla (2004)[27]

Nagrody
- Nagroda Prezydenta Miasta Przemyśla w dziedzinie kultury (1983)
- Nagrody literackie